# Aliso Viejo
Aliso Viejo – miasto w Stanach Zjednoczonych, w stanie Kalifornia, w hrabstwie Orange.

## Demografia
Według spisu ludności przeprowadzonego przez United States Census Bureau, w roku 2010 miasto Aliso Viejo miało 47 823 mieszkańców. W roku 2023 liczba mieszkańców wzrosła do 50 263 osób, a gęstość zaludnienia niemal do 2600 osób/km².